# Henry Kiplagat
Henry Rutto Kiplagat, né le 16 décembre 1982, est un athlète kenyan spécialiste des courses de fond.

## Biographie
Le 30 octobre 2016, Henry Kiplagat remporte la Course Marseille-Cassis en 59 min 28 s.

## Palmarès
| Date | Compétition      | Lieu   | Résultat | Épreuve       | Performance |
| ---- | ---------------- | ------ | -------- | ------------- | ----------- |
| 2016 | Marseille-Cassis | Cassis | 1er      | 20 kilomètres | 59 min 28 s |

## Records
| Épreuve       | Performance    | Date             | Lieu     |
| ------------- | -------------- | ---------------- | -------- |
| 3 000 m       | 7 min 54 s 00  | 3 juillet 2009   | Oslo     |
| 5 000 m       | 13 min 23 s 09 | 9 juin 2009      | Göteborg |
| 10 km         | 27 min 51 s    | 8 septembre 2012 | Prague   |
| Semi-marathon | 1 h 0 min 1 s  | 31 mars 2012     | Prague   |